# Kyrylo Boedanov
Kyrylo Oleksijovytsj Boedanov (Oekraïens: Кирило Олексійович Буданов) (Kiev, 4 januari 1986), is hoofd van de militaire inlichtingendienst van het ministerie van defensie van Oekraïne.

## Biografie
Boedanov studeerde in 2007 af aan de militaire academie van Odessa. Daarna diende hij bij de speciale strijdkrachten van de militaire inlichtingendienst.
In 2014 nam hij deel aan de Russisch-Oekraïense oorlog en raakte meerdere keren gewond. In de periode van 2018-2020 nam hij deel aan speciale militaire operaties, waarvan de informatie geheim bleef.
Op 4 april 2019 werd de auto van Boedanov opgeblazen door een mijn die voortijdig ontplofte. De Russische aanvaller en de sabotagegroep werden gearresteerd.
In 2020 werd Boedanov adjunct-directeur van een van de afdelingen van de Oekraïense buitenlandse inlichtingendienst. Op 5 augustus 2020 benoemde president Volodymyr Zelensky hem tot hoofd van de belangrijkste inlichtingendienst van het ministerie van Defensie.
Op 11 maart 2022 werd Boedanov voorzitter van het Hoofdkwartier voor de behandeling van krijgsgevangenen.
In september 2022 nam hij deel aan de grootste uitwisselingsoperatie van gevangenen tussen Oekraïne en de Rusland, toen 215 Oekraïense verdedigers naar huis terugkeerden, waaronder meer dan 100 strijders en commandanten van het Azov-regiment.
Op 5 februari 2023 kondigde fractievoorzitter Davyd Arachamija van de politieke partij Dienaar van het Volk, aan dat Boedanov de functie van Oleksij Reznikov als minister van defensie van Oekraïne zou overnemen.
Later kwam Arakhamia hier op terug. Reznikov bleef uiteindelijk op zijn post ondanks dagenlange speculaties over zijn aftreden, vanwege zijn nauwe banden met de westerse defensieministers. Dit was cruciaal voor het op gang houden van de wapenleveranties aan Oekraïne. Bovendien was Reznikov sinds het begin van de invasie uitgegroeid tot een vertrouweling van Zelensky.
In november 2023 werd bekend dat de vrouw van Boedanov, Marianna Boedanova, was vergiftigd. Zij werd opgenomen in het ziekenhuis met sporen van zware metalen in haar lichaam. Marianna Boedanova, die vanwege haar rol als adviseur van de burgemeester van Kyiv ook een bekend persoon is, zou al meerdere keren bijna slachtoffer zijn geweest van vergiftiging. Zij zou sinds de zomer van 2023 uit veiligheidsoverwegingen in het kantoor van haar echtgenoot wonen. Er werd niet uitgesloten dat Boedanov mede doelwit was van de vergiftiging van zijn vrouw. Eerder was al bekend geworden dat er al meer dan 10 moordpogingen zijn gepleegd op Kyrylo Boedanov.
- Gemeinsame Normdatei: 1280155124
- Virtual International Authority File: 21167621513703340161